# Dance Me to the End of Love (пісня)

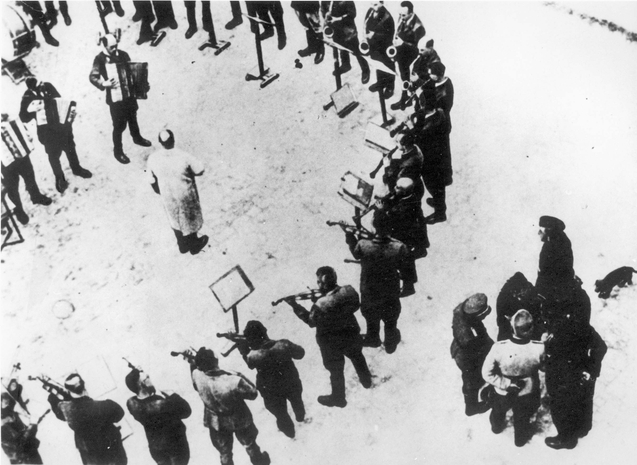
Оркестр в'язнів нацистського концтабору Яновська, який грав під час страти в'язнів

"Танцюй зі мною до кінця любові" (англ. «Dance Me to the End of Love») - пісня Леонарда Коена 1984 року. Вперше її виконав Коен у своєму альбомі 1984 року Various Positions.

## Оригінальна версія Леонарда Коена
"Танцюй зі мною до кінця любові" - пісня Леонарда Коена 1984 року, вперше записана ним для альбому Various Positions 1984 року. Пісня наслідує типовий грецький танцювальний розмір Хасапіко , напевно, натхненне тривалим перебуванням Коена на грецькогму острові Ідра. Відтоді пісню було записано різними виконавцями а в 2009 році описано як "тремтіння на межі перетворення в стандарт". 
Хоча побудована як пісня про кохання, "Dance Me to the End Of Love" насправді була натхненна Голокостом. У радіоінтерв'ю 1995 року Коен сказав про цю пісню:  
| Ліві лапки | 'Цікаво, як починаються пісні, оскільки походження пісні, кожна пісня, має своєрідне ядро чи зерно, яке хтось передає тобі або світ передає тобі, і тому процес настільки загадковий щодо написання пісні. Але це сталося лише від того, що ми почули чи прочитали, або знали, що в таборах смерті, поряд з крематоріями, у деяких з таборів смерті під час цього жаху виступав струнний квартет [3], це були люди, долею яких був і цей жах. І вони грали класичну музику, поки їхніх в’язнів вбивали та спалювали. Отож, ця музика, "Танцюй мене під свою красу палаючою скрипкою", означає, що її краса - це закінчення життя, кінець цього існування та пристрасна стихія у цьому завершенні. Але це та сама мова, яку ми використовуємо для того, щоб здатися коханій, так що пісня - не важливо, щоб хтось знав її генезис, тому що якщо мова походить із цього пристрасного ресурсу, вона зможе охопити всю пристрасну діяльність. | Праві лапки |

У 1996 році видавництво "Welcome Books" видало книгу "Dance Me to the End of Love" в рамках своєї серії "Art & Poetry", де поєднано текст пісні поруч із картинами Анрі Матісса. 

### Чарти
| Чарт (2016)                  | Позиція |
| ---------------------------- | ------- |
| Франція (SNEP)               | 42      |
| Португалія (AFP)             | 67      |
| Іспанія (PROMUSICAE)         | 14      |
| Швейцарія (Media Control AG) | 68      |

## Версія Мадлен Пейру
Джазова співачка Мадлен Пейру включила "Dance me to the End of Love" у свій другий сольний альбом Careless Love (2004). Він був випущений як другий сингл для альбому і з тих пір є частиною її концертного списку.
Виконання Пейру було включено до п’ятого та останнього саундтреку шоу Queer as Folk, а також до саундтреку комп’ютерної гри 2009 року The Saboteur .
Беручі інтерв’ю у Пейру у 2012 році, газета The Huffington Post описала пісню як "переслідування випуску 2004 року ... безсумнівно, одне з найяскравіших моментів сучасної музики. Натхненний, вишуканий "кавер", який, крім того, що зробив незліченну кількість порівнянь зі співом Біллі Голідей, привів музиканта вільного духу до просто художньої популярності ". 

## Інші версії
- Кейт Гібсон - у 1995 році у саундтреку до фільму «Дивні дні»
- Талія Зедек - на її альбомі 2001 року Been Here and Gone
- Антоніс Калоянніс - грецькою, під назвою Chorepse Me (Dance Me) [10]
- Хорхе Дрекслер - на його альбомі  2008 року Cara B
- Господиня Барбара - у своєму альбомі 2009 року I'm No Human
- Марк Сеймур - у австралійській телевізійній драмі 2003 року CrashBurn
- The Civil Wars - в альбомах Live at Eddie's Attic (2009) та Barton Hollow (2011)
- Патрісія О'Каллаган - у своєму альбомі 2012 року Matador: The Songs of Leonard Cohen
- Клезмер консерваторний гурт - на їх альбомі 2000 року Dance Me to the End of Love . [11]
- Zorita - на їх альбомі 2012 року "Amor Y Muerte"
- Дастін Кенсру ( Тричі ) - у своєму "живому" "кавер" альбомі 2016 року Thoughts That Float on a Different Blood
- Стінг виконав пісню на концерті 2017 Tower of Song: A Memorial Tribute to Leonard Cohen [12]
- Шарон Браунер і Карстен Тройке, 2018 [13]

## Живопис
Шотландський живописець Джек Веттріано створив картину з такою ж назвою. Він також зробив дві інші картини, названі на честь творів Леонарда Коена та натхненні ними: одну за мотивами роману Коена "Beautiful Losers", а іншу надихнула його пісня "Bird on the Wire". Коли його запитали на шоу Диски Desert Island  Веттріано згадав альбом Леонарда Коена I'm Your Man як один із своїх обов'язкових (англ. must-have) записів.